# Teateråret 1922

## Händelser

### Augusti
- 13 augusti – Gustav III:s Drottningholmsteater återinvigs efter att bland annat ha varit möbelmagasin [1] och har fått förfalla i över ett sekel [2].

### Okänt datum
- Tore Svennberg efterträder Tor Hedberg som chef för Dramaten
- Edvin Janse övertar Casinoteatern för att där spela lustspel och revyer.
- Oscar Winge bygger om den tidigare cirkuslokalen Hippodromen i Malmö till teater.
- Viran Rydkvist startar Lilla Teatern i Göteborg.

## Årets uppsättningar

### Maj
- 25 maj – Edvard Perssons pjäs Studenterna på Tröstehult uruppförs på Malmö friluftsteater.[3] Persson filmatiserade pjäsen 1924.

### Juni
- 2 juni – Henning Ohlsons pjäs Hälsingar uruppförs på Tranebergs friluftsteater i Stockholm. Pjäsen ledde till två filmatiseringar, Hälsingar (1923) och Hälsingar (1933).

### September
- 2 september:
  - Algot Sandbergs pjäs Moderna fruar uruppförs på Vasateatern i Stockholm.[4] Pjäsen blev förlaga till filmen Modärna fruar från 1932.
  - Ernst Fastboms pjäs Vackre Rickard uruppförs på Södra Teatern i Stockholm.[5]
- 23 september – Bertolt Brechts drama Trummor i natten uruppförs i München [2].

### November
- 16 november – Sista delen av August Strindbergs pjästrilogi Till Damaskus, från 1904, har urpremiär på Lorensbergsteatern i Göteborg.[6]
- 30 november – Ture Rangströms opera Kronbruden från 1915, byggd på Strindbergs drama, har svensk premiär på Kungliga Operan i Stockholm.[7] (Urpremiären skedde i Stuttgart tre år tidigare.)

### Okänt datum
- August Strindbergs pjäs Genom öknar till arvland från 1903, har under alternativnamnet Moses urpremiär i Hannover.[8]
- August Strindbergs pjäs Lammet och vilddjuret från 1903, har under alternativnamnet Kristus[9] urpremiär på Städtisches Opern- und Schauspielhaus i Hannover [10].
- August Strindbergs pjäs Anno fyrtioåtta har urpremiär i Baden-Baden i Tyskland [11].

## Avlidna
- 12 september – Oscar Wennersten, 54, svensk folklustspelsförfattare.